# Llac Abbe

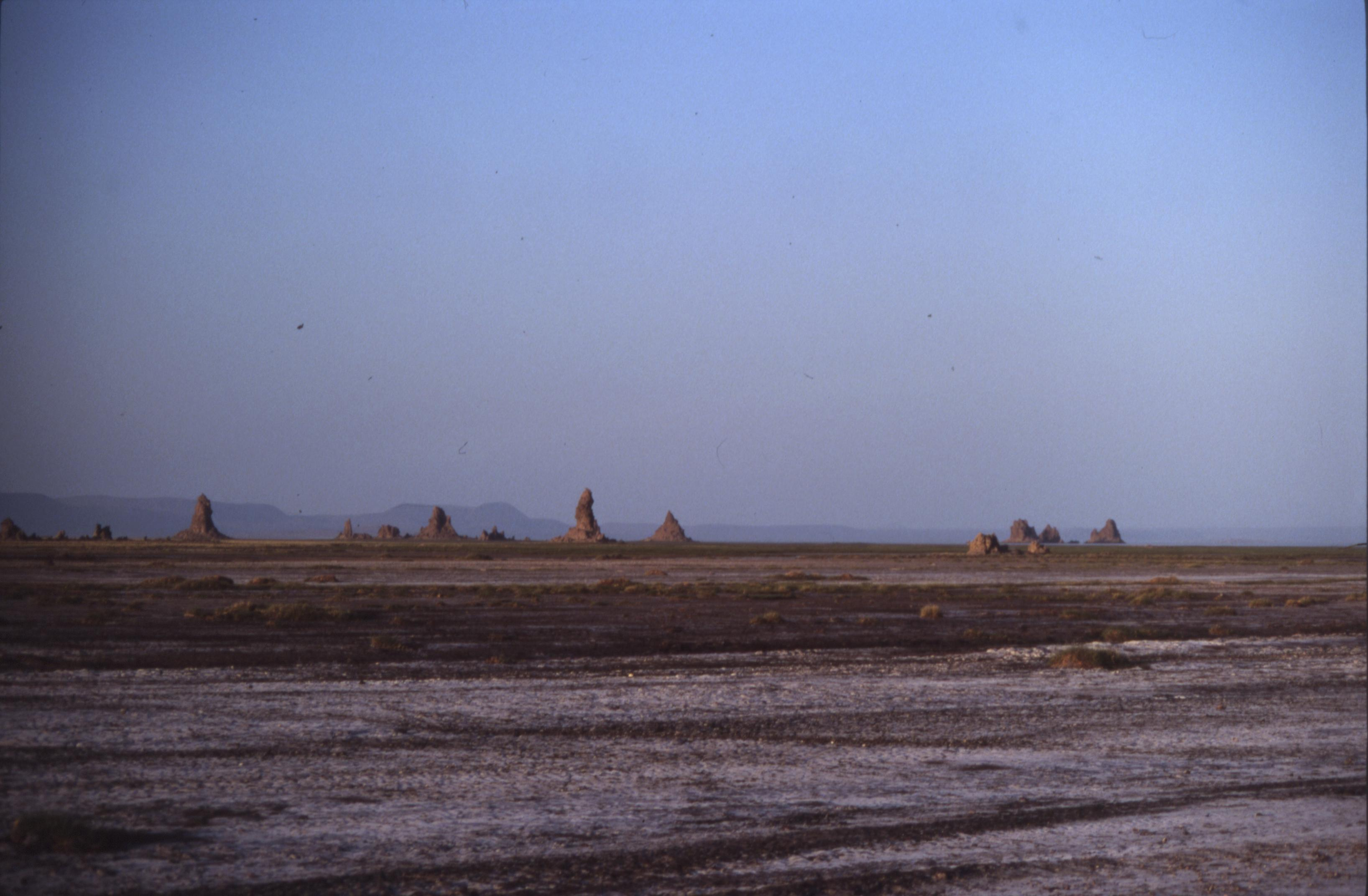
Riba del llac Abbe amb xemeneies de llot

L'Abbe o Abhe Bad és un llac salat endorreic d'Àfrica Oriental a la frontera entre Etiòpia i Djibouti. El llac Abbe és a la depressió d'Afar, a la frontera entre Etiòpia a l'oest i Djibouti a l'est. Rep les aigües del riu Awash però en ser endorreic, no posseeix cap emissari i el seu nivell es manté per l'evaporació de les seves aigües salades.
Està connectat a altres cinc llacs que són l'Afambo, el Bari, el Gargori, el Gummare i el Laitali. D'origen tectònic i situat en una fossa tectònica enquadrada per dos pilars tectònics, l'Abbe és relativament poc profund, amb una profunditat mitjana de 8,6 m. El seu volum d'aigua és de 3 milions de m³.
A les riberes del llac s'agrupen colònies de flamencs rosats. El poble dels àfars viu als voltants del llac Abbe. Les ribes del llac Abbe van servir de decorat natural de rodatge de la pel·lícula El planeta dels simis.